# Kabinett Itō IV
Das 4. Kabinett Itō (jap. 第四次伊藤内閣, dai-yoji Itō naikaku) regierte Japan unter Führung von Premierminister Itō Hirobumi vom 19. Oktober 1900 bis zum 2. Juni 1901.
| Amt                                    | Name                               | Kammer (Wahlkreis) | Fraktion |
| -------------------------------------- | ---------------------------------- | ------------------ | -------- |
| Premierminister                        | Itō Hirobumi                       |                    |          |
| Außenminister                          | Katō Takaaki                       |                    |          |
| Innenminister                          | Suesmatsu Kenchō                   |                    |          |
| Finanzminister                         | Watanabe Kunitake bis 14. Mai 1901 |                    |          |
| Finanzminister                         | Saionji Kimmochi bis 2. Juni 1901  |                    |          |
| Heeresminister                         | Katsura Tarō bis 23. Dezember 1900 |                    |          |
| Heeresminister                         | Kodama Gentarō bis 2. Juni 1901    |                    |          |
| Marineminister                         | Yamamoto Gonnohyōe                 |                    |          |
| Justizminister                         | Kaneko Kentarō                     |                    |          |
| Kultusminister                         | Matsuda Masahisa                   |                    |          |
| Minister für Landwirtschaft und Handel | Hayashi Yūzō                       |                    |          |
| Minister für Kommunikation             | Hoshi Tōru bis 22. Dezember 1900   |                    |          |
| Minister für Kommunikation             | Hara Kei bis 2. Juni 1901          |                    |          |
| Minister ohne Geschäftsbereich         | Saionji Kimmochi                   |                    |          |

## Andere Positionen
| Amt                        | Name                |
| -------------------------- | ------------------- |
| Chefkabinettssekretär      | Samejima Takenosuke |
| Leiter des Legislativbüros | Okuda Yoshindo      |